# Portrettet
Portrettet är en norsk svartvit komedifilm från 1954 i regi av Per Aabel och Borgwall Skaugen. Aabel spelade också filmens huvudroll.

## Handling
Filmen utspelar sig i det idylliska samhället Solsund. Där lever Per Haug, en provisor, ungkarl, amatörmålare och medlem av den politiska oppositionen på orten. En dag störtar han i vredesmod ut från ett möte och beger sig hem där han i raseri målar ett porträtt av ordförande Abrahamsen. Haugs ilska beror inte bara på skilda politiska meningar, utan även på att Abrahamsen börjat uppvakta Haugs hushållerska.
En dag får Haug besök av en barndomsvän från Oslo. När vännen reser hem får han med sig ett porträtt av deras gamla skollärare, målat av Haug. En dag får Haug veta att målningen blivit årets stora sensation på höstutställningen i Oslo.

## Rollista
- Per Aabel – Per Haug, provisor
- Wenche Foss – Sosse Laurantzon, skeppsredarhustru
- Nanna Stenersen – fröken Thorsen, hushållerska hos Haug
- Ingolf Rogde – Abrahamsen, slaktare och ordförande
- Espen Skjønberg – Nilsen, farmaceut
- Sigurd Magnussøn – Langerud, lärare
- Folkmann Schaanning – Johansen, redaktör
- Harald Heide Steen – Ola
- Ulf Selmer – Hammer, apotekare
- Unni Torkildsen – fru Hammer
- Kirsten Sørlie – Elise Hammer
- Stevelin Urdahl – Anders
- Einar Vaage – Bjerkås, advokat
- Rolf Christensen – Wilhelm Borch, målare
- Aud Schønemann – Mirakel
- Eugen Skjønberg – vakt
- Per Asplin – körsångare i Solsund Sangkor
- Nora Brockstedt – körsångare i Solsund Sangkor
- Fredrik Conradi – körsångare i Solsund Sangkor
- Oddvar Sanne – körsångare i Solsund Sangkor
- Sølvi Wang – körsångare i Solsund Sangkor
- Marit Halset
- Jan Pande-Rolfsen
- Paal Rocky
- Erna Schøyen
- Vesla Stenersen

## Om filmen
Portrettet producerades av bolaget Tania Film AS med Per Skavlan som produktionsledare. Den regisserades av Per Aabel och Borgwall Skaugen som båda också skrev filmens manus, baserat på en idé av Odd Grythe och Randi Kolstad. Filmen fotades av Mattis Mathiesen och Frank Christiansen med klippning av Skaugen och Lennart Arvidsson. Musiken komponerades av Egil Monn-Iversen. Filmen hade premiär den 26 december 1954 i Norge.